# Josip Stanišić
Josip Stanišić (kiejtése [jǒsip stǎniʃitɕ], München, 2000. április 2. –) világbajnoki bronzérmes német származású horvát labdarúgó, hátvéd, a Bundesligában szereplő Bayern München játékosa.

## Pályafutása

### Klubcsapatokban
Utánpótláskorú labdarúgóként megfordult az 1860 Münchenben és az SC Fürstenfeldbruckben is mielőtt 2017-ben a Bayern München akadémiájára került volna. 2019. július 26-án mutatkozott be a bajor klub harmadosztályú tartalékcsapatában az Uerdingen ellen 2–1-re megnyert hazai bajnokin. Összesen 42 alkalommal lépett pályára a Bayern második csapatában.
2021. április 10-én mutatkozott be a Bundesligában egy Union Berlin elleni 1–1-es döntetlen alkalmával. 2021. július 1-jén profi szerződést írt alá a klubbal. 2021 nyarán új vezetőedzőt, Julian Nagelsmannt neveztek ki a Bayern élére, akit saját elmondása szerint "lenyűgözött" Stanišić felkészülési szezonban nyújtott teljesítménye, így a fiatal hátvéd az első csapat keretének tagja maradt. 2021. augusztus 13-án a kezdőcsapatban kapott helyet a 2021–2022-es szezon nyitó fordulójában a Borussia Mönchengladbach ellen (1–1). Négy nappal később ugyancsak kezdőként kapott lehetőséget a Borussia Dortmund ellen 3–1-re megnyert Szuperkupa-mérkőzésen. Szeptember 14-én a Barcelona elleni csoportmérkőzésen a Bajnokok Ligájában is bemutatkozhatott. Niklas Süle helyére állt be a találkozó 82. percében. Október 15-én 2025 nyaráig hosszabbította meg a szerződését. 2022. május 14-én első bajnoki gólját szerezte meg a Wolfsburg ellen.
2023. augusztus 20-án a Bayer Leverkusen egyéves kölcsönszerződéssel szerződtette. 2024. február 10-én a Bayern München ellen 3–0-ra megnyert bajnoki mérkőzésen szerezte meg a klubban az első gólját. A szezon végén megnyerte a csapattal a bajnokságot, így August Starek óta ő az első játékos, aki két egymást követő szezonban is bajnok lett két különböző klubbal.
2024 júniusában visszatért a bayernhez, és 2029 nyaráig meghosszabbította szerződését a bajor klubbal..

### A válogatottban
Utánpótláskorú játékosként kétszer is pályára lépett a német U19-es korosztályos válogatottban. 2021 augusztusában meghívót kapott a horvát U21-es válogatottba a 2023-as korosztályos Európa-bajnoki selejtezőkre, de sérülés miatt nem tudott pályára lépni se az azeriek, sem pedig a finnek elleni mérkőzésen sem. Egy hónappal később Zlatko Dalić meghívta a felnőtt válogatott keretébe a Ciprus és Szlovákia elleni világbajnoki selejtezőkre. Október 8-án debütált Ciprus  ellen. 2024. május 20-án bekerült Zlatko Dalić szövetségi kapitány a 2024-es labdarúgó-Európa-bajnokságra készülő 26 fős keretébe.

## Család
Szülei, Damir és Sandra a horvát Bród városából származnak, onnan települtek ki Németországba, ahol később Josip is született.

## Statisztika

### A válogatottban
2023. március 26-án lett frissítve.
| Horvátország | Horvátország    | Horvátország |
| Év           | Pályára lépések | Gól          |
| ------------ | --------------- | ------------ |
| 2021         | 3               | 0            |
| 2022         | 5               | 0            |
| 2023         | 8               | 0            |
| 2024         | 1               | 0            |
| Összesen     | 17              | 0            |

## Sikerei, díjai
- Bayern München II
  - Német harmadosztály bajnok: 2019–20
- Bayern München
  - Német bajnok: 2020–21, 2021–22, 2022–23
  - Német szuperkupa: 2021, 2022
- Bayer Leverkusen
  - Német bajnok: 2023–24
  - Német kupa: 2023–24